# Malecón (Cúcuta)
El Paseo de los Próceres, conocido simplemente como El Malecón, es una zona verde ubicada en la ciudad colombiana de Cúcuta, en la Avenida Los Libertadores, a orillas del Río Pamplonita. Fue inaugurado el 17 de junio de 1983 por la alcaldesa María Margarita Silva.
A principios del siglo XX, el lugar funcionaba como muro de contención para el río que, en ese entonces, causaba constantes inundaciones y destrozos en la infraestructura de la ciudad, pero fue adecuado como ruta peatonal luego de que la construcción de la avenida, en 1973, hiciese popular los paseos a lo largo de la ronda del río.
Es uno de los lugares más reconocidos y considerado uno de los más importantes a nivel turístico, artístico y cultural de la ciudad, donde fácilmente pueden concurrir alrededor de 15.000 personas en un fin de semana. En su recorrido de alrededor de 4 kilómetros se encuentran diferentes espacios destinados a la actividad deportiva, como el skateboarding o el bicicrós, al desarrollo cultural, al entretenimiento y a la conmemoración de figuras y hechos históricos. En el también tienen lugar muchas de las festividades celebradas por la población de la ciudad, como Halloween, el Día de las Velitas o el Día de las Madres, esta última celebrada en la ciudad el último domingo de mayo, a diferencia del resto del país. El paseo también es reconocido por su alumbrado navideño durante el mes de diciembre.
Uno de sus eventos más populares es la denominada "ciclovía", organizada desde el mismo año de la inauguración, donde se restringe el paso de vehículos motorizados por el carril adyacente a la ruta peatonal y concurren peatones, biciusuarios u otros usuarios de vehículos no motorizados entre las 6:00 AM y la 1:00 PM, con el fin de realizar actividad fitness y disfrutar de los eventos realizados durante el día.

## Historia
Las frecuentes abundadas del río y las consecuencias trágicas para los habitantes ribereños hicieron que los gobernantes de principios del siglo XX planearan estrategias con miras a este problema. Bajo ese pretexto se ideó la muralla que buscaba proteger la ciudad y que hoy en día se conserva parcialmente. Su construcción se dio bajo la Ordenanza 44 de 1928, bajo el mandato del gobernador del departamento Ramón Pérez Hernández.

Después, en 1943, el Concejo de Cúcuta expidió el Acuerdo 28 de septiembre de 1943 en donde se ordenó llevar a cabo varias obras, entre ellas la asignación de una faja de terreno de 20 metros de ancho para la construcción de la Avenida Los Libertadores. Finalmente, el  24 de febrero de 1973, en el puente Elías M. Soto se le dio inauguración a la avenida, que terminaría siendo una de las más importantes de la ciudad.

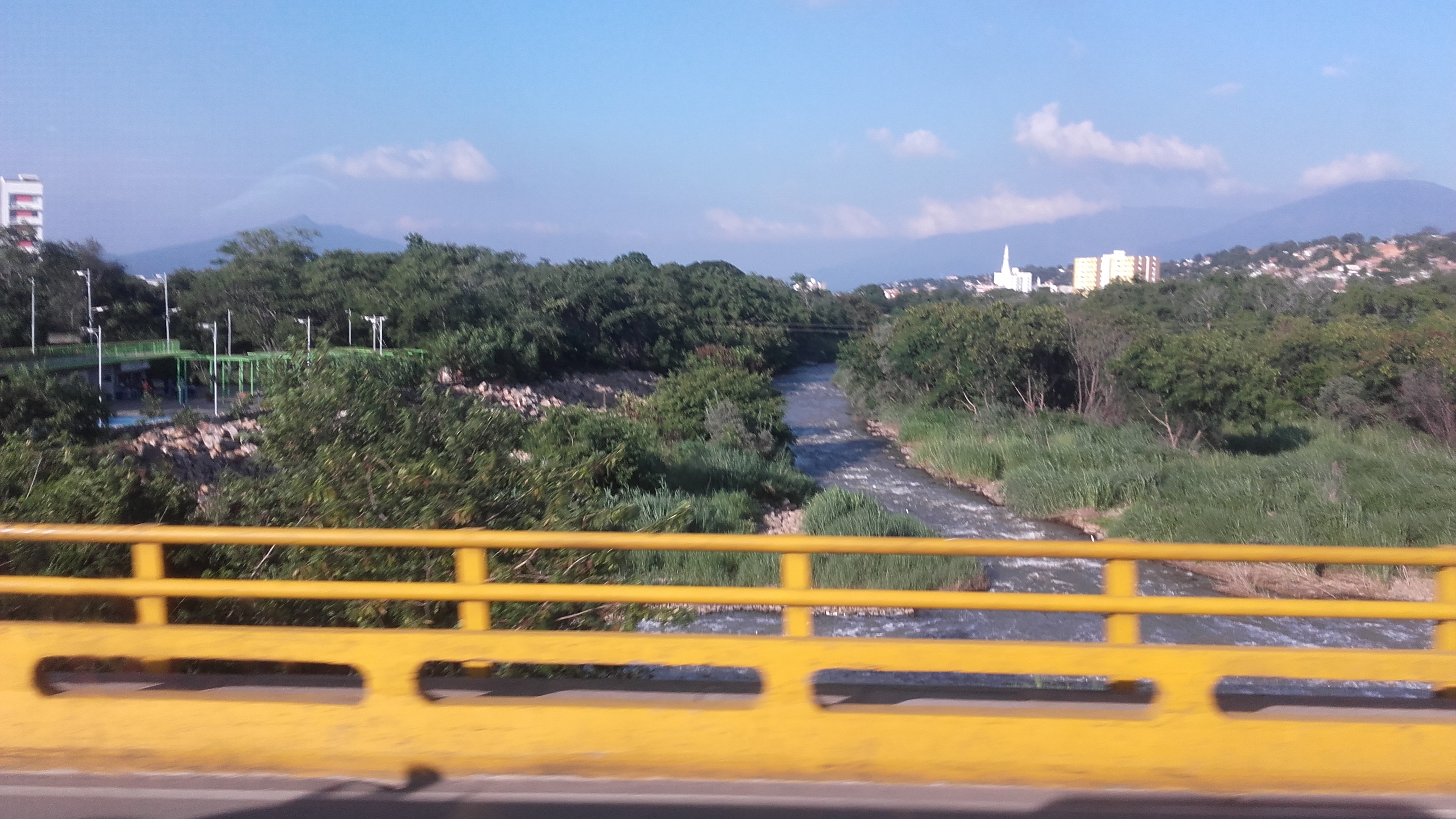
Río Pamplonita.

Muchos cucuteños comenzaron disfrutar de la nueva avenida, por lo que la alcaldesa de la ciudad Margarita Silva proyectó la construcción del Malecón, que sería inaugurado el 17 de julio de 1983. 
El 19 de junio de 1983, la Administración Municipal decretó que todos los domingos, de 9 de la mañana hasta el mediodía, se suspendería el paso vehicular por la calzada paralela al río para dar paso a la "ciclovía" en la avenida.
En los años posteriores se darían diferentes adecuaciones y añadiduras a la zona del Malecón, como la construcción del teatro al aire libre Las Cascadas, diferentes obras artísticas y monumentos en honor a eventos de la ciudad y el país, y la ciclovía ubicada en el separador de la Avenida.
El 18 de julio de 2014 finaliza la obra de remodelación del Malecón, mediante Decreto 0464 del 18 de julio firmado por el exalcalde Donamaris Ramírez-París Lobo (2012-2015), proyecto pasado a la Secretaría de Cultura Municipal por Mario Ramírez Melchor, el cual se designa a partir de la fecha El Malecón, como Nuevo Malecón Cúcuta 300 años, en conmemoración del cumplimiento de los 300 años (fecha aproximada) de Cúcuta.

## Lugares de interés

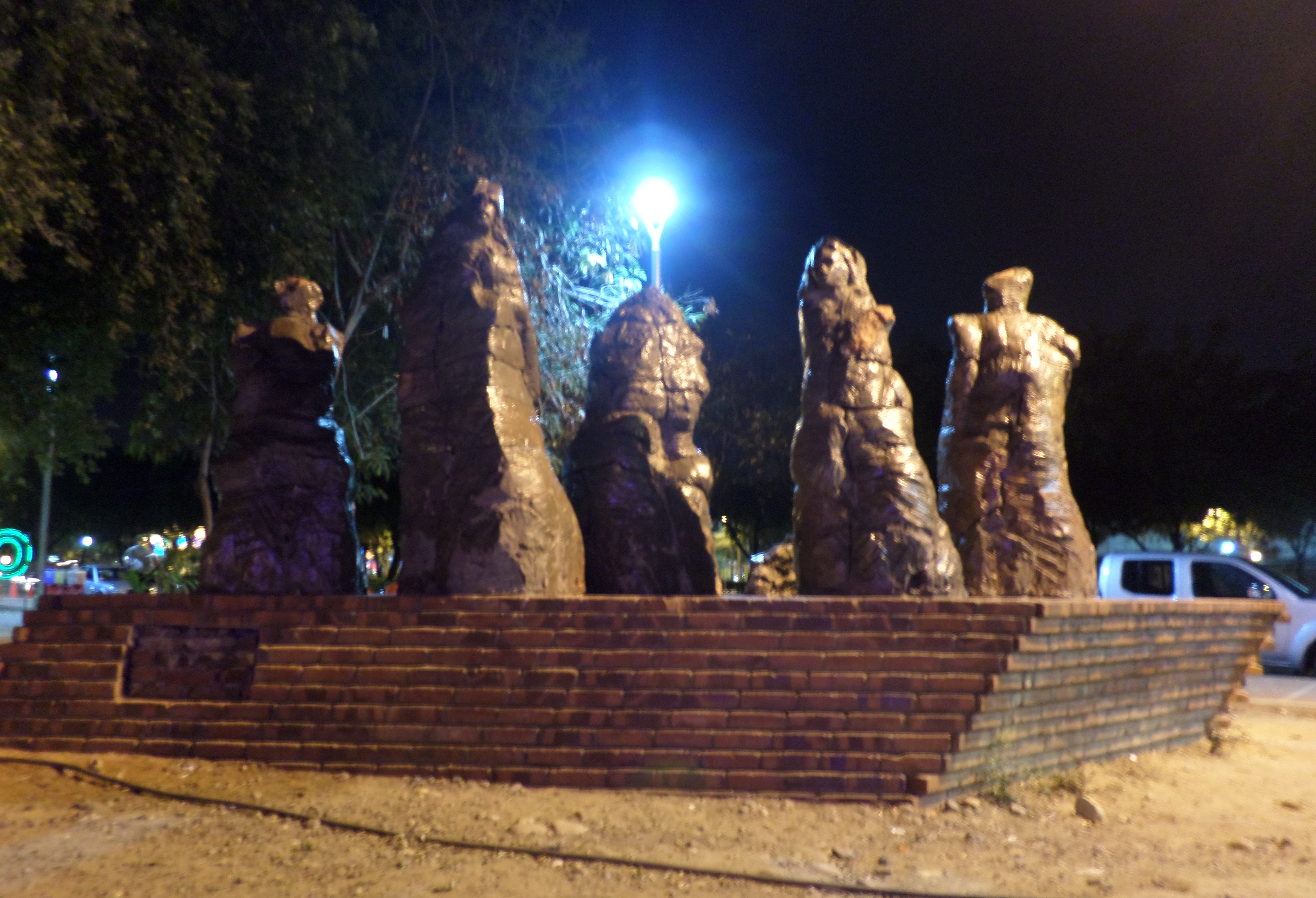
Ciudad Cerámica

### Teatro Las Cascadas

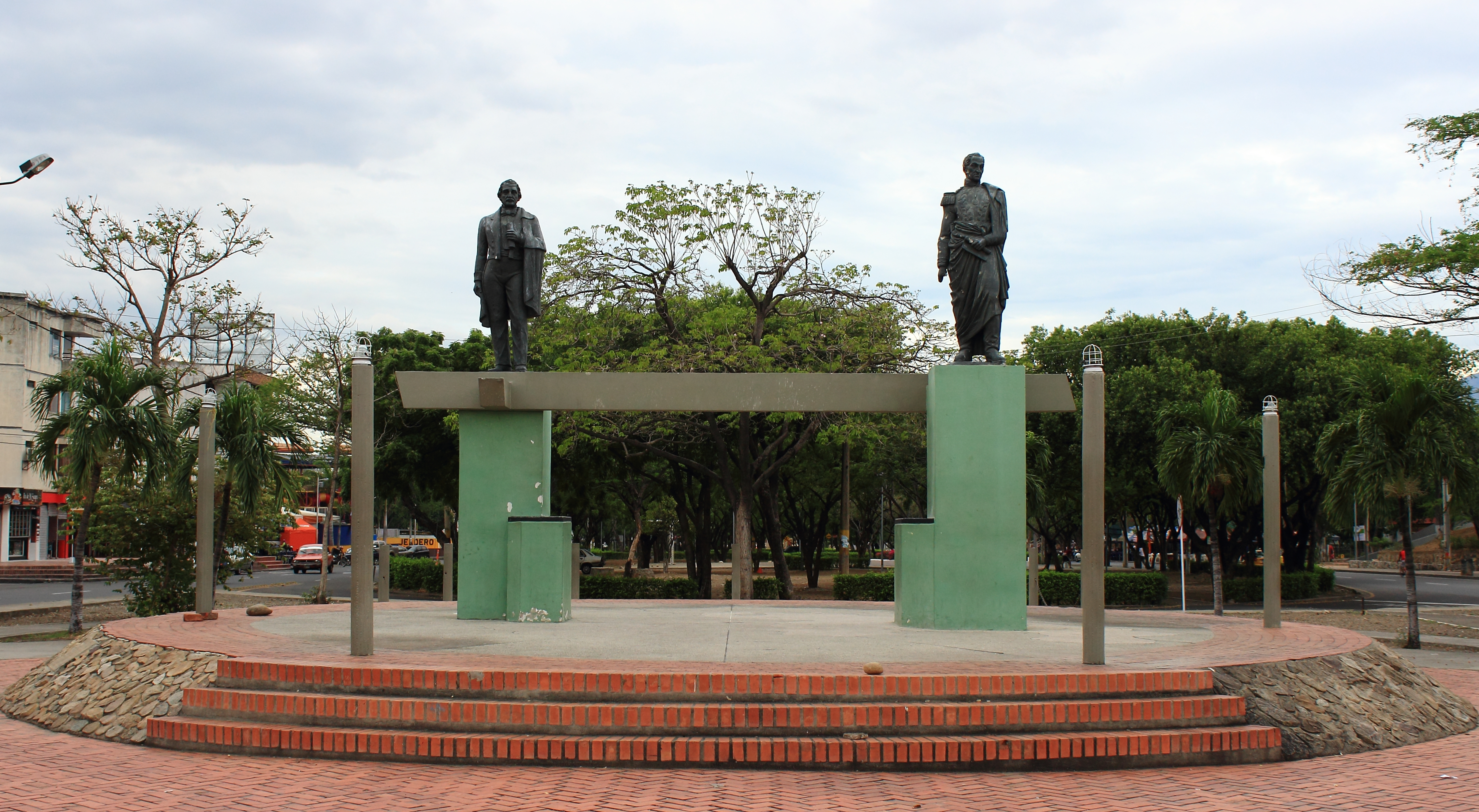
Monumento a la Confraternidad.

Es un teatro al aire libre que alberga diferentes eventos culturales de mediana importancia para la ciudad. Fue construido en 1986 por la administración local durante la tercera etapa del Malecón, dentro de la zona llamada "Parque de la Reconstrucción".

### Ciudad Cerámica
Es un conjunto de esculturas realizadas en 1987 por el artista cubano Galaor Carbonell, en conjunto con el Centro Cultural Municipal.

### Monumento a la confraternidad
Es un monumento que representa a los próceres de la independencia Simón Bolívar y Francisco de Paula Santander, homenajeando la gesta independentista. Esta obra se terminó y se inauguró el 17 de diciembre de 1992. 
Frente a las estatuas de los próceres, la Academia de Historia del Norte de Santander enterró una urna, para que fuese abierta en el año 2092. Esta Urna, llamada la Urna Centenaria 2092, fue elaborada por los Alumnos y Profesores del Sena y contiene toda la información documental de la forma como se estaba desarrollando nuestro Departamento y nuestra Ciudad en ese año, al igual que los documentos que muestran los proyectos a ejecutarse y una visión global del pensamiento de sus gestores.

### Parque Ecológico
Es una zona verde dentro del Malecón donde se preserva una rica variedad de fauna y flora locales, así como diferentes diseños y símbolos en referencia a elementos de la ciudad.